# Пиер Грание-Дефер
Пиер Грание-Дефер (на френски: Pierre Julien Granier) е френски режисьор и сценарист. 

## Биография
Започва пътя си към киното като асистент с режисьорите Дени дьо Ла Пателиер, Жан-Пол ле Шануа, Марсел Карне, Андре Бертомие, Жорж Лампен и др. Завършва „IDEC“. Дебютира с филма „Момчето от асансьора“ през 1962 г. По времето, когато възходът на кариерата му съвпадна с разцвета на новата френска вълна, той предпочита да остане занаятчия, предпочитайки добри жанрови картини. Често се занимава с филмовата адаптация на съвременните френски писатели. Благодарение на неговите ленти, новите аспекти на таланта бяха разкрити за неговите актьори като Жан Габен, Симон Синьоре, Лино Вентура, Роми Шнайдер, Ален Делон и други. Филмите му се радват на постоянно внимание от зрителя и са придружени от голям търговски успех. Работи и за телевизията. Винаги е писал сценарии за своите филми, рядко прибягва до помощта на съавтори.
Женен е три пъти. Три от четирите му деца са свързвали живота си с киното: режисьора Денис Грание-Дефер, продуцента Кристоф Грание-Дефер и актриса Селия Грание-Дефер.

## Избрана филмография
| Година | Филм                      | Оригинално заглавие   |
| ------ | ------------------------- | --------------------- |
| 1971   | Котката                   | Le Chat               |
| 1971   | Вдовицата Кудерк          | La Veuve Couderc      |
| 1973   | Състезанието на лордовете | La Race des seigneurs |
| 1973   | Влакът                    | Le Train              |
| 1975   | Сбогом, ченге             | Adieu poulet          |
| 1979   | Лекарят                   | Le Toubib             |
| 1982   | Северната звезда          | L'Étoile du Nord      |
| 1989   | Австрийката               | L'Autrichienne        |